# Бари (округ)
Округ Бари (итал. Provincia di Bari) је округ у оквиру покрајине Апулија у средишњој Италији. Седиште округа покрајине и највеће градско насеље је истоимени град Бари.
Површина округа је 3.825 км², а број становника 1.252.398 (2008. године).

## Природне одлике
Округ Бари чини средишњи део историјске области Апулије. Он се налази у источном делу државе, са изласком на Јадранско море на северу округа. Поред мора се налази равничарско тло, веома плодно уз стално наводњавање (жита, воће). У јужном делу округа тло је брдовито, предапенинско и то подручје узгоја маслина и винове лозе.

## Становништво
По последњим проценама из 2008. године у округу Бари живи преко 1,2 милиона становника. Густина насељености је веома велика, преко 320 ст/км². Северна, приморска половина округа је знатно боље насељена, нарочито око града Барија. Јужни, брдски део је ређе насељен и слабије развијен.
Поред претежног италијанског становништва у округу живе и известан број досељеника из свих делова света.

## Општине и насеља
У округу Бари постоји 41 општина (итал. Comuni).
Најважније градско насеље и седиште округа је град Бари (321.000 ст.) у северном делу округа. Други по величини је град Алтамура (69.000 ст.) у јужном делу округа, а трећи Молфета (55.000 ст.) у крајње северном делу округа. Поред тога треба споменути и градић Алберобело, који је због свог древног градитељства уврштен на списак светске баштине УНЕСКОа.